# Todo Mundo Menos Você
"Todo Mundo Menos Você" é uma canção da cantora e compositora brasileira Marília Mendonça e da dupla Maiara & Maraisa, lançada em setembro de 2021 pela gravadora Som Livre.

## Composição
"Todo Mundo Menos Você", ao lado de "Presepada", são as únicas canções autorais do projeto. A música foi escrita por Marília Mendonça juntamente com Maiara e Maraisa, durante uma viagem. Em vídeo publicado por Maraisa, Marília disse que a canção foi toda escrita num quarto de hotel. Ela disse:

Eu cheguei, a Maiara estava, eu sentei do lado dela com o violão, eu nem vi em que quarto eu ia ficar. A Maraisa chegou do outlet, fez a música e já arregaçamos.

## Gravação
A canção foi gravada em 24 de julho de 2021, em Goiânia, durante uma live chamada As Patroas. A apresentação atingiu o pico de 400 mil visualizações simultâneas.

## Lançamento e recepção
Apesar de não ter sido lançada como single, "Todo Mundo Menos Você" foi a música de trabalho do álbum Patroas 35% e a faixa de maior sucesso do projeto. Em cerca de um mês, o vídeo tinha 20 milhões de visualizações no YouTube. Quando Marília Mendonça morreu em novembro de 2021, a música se tornou a segunda mais ouvida de Marília no ranking mundial do Spotify, atrás apenas de "Esqueça-Me Se For Capaz". Em dezembro de 2021, "Todo Mundo Menos Você" permaneceu como a música de Marília Mendonça mais tocada nas rádios brasileiras, oscilando entre os três primeiros lugares.
Em vida, Marília chegou a cantar "Todo Mundo Menos Você" em apresentação no programa Domingão com Huck, transmitido pela Rede Globo, em 17 de outubro de 2021.

## Vendas e certificações
| Região                                                        | Certificação | Vendas     |
| ------------------------------------------------------------- | ------------ | ---------- |
| Brasil (Pro-Música Brasil)                                    | 5x Diamante  | 1 500 000‡ |
| ‡vendas+valores de streaming baseados somente na certificação |              |            |